# Ermenerico
Flavio Ermenerico o Erminierico (latino: Flavius Herminericus; greco: Ἐρμενἀριχος e Ἀρμενἐριχος; fl. 465-484) è stato un politico bizantino.

## Biografia
Era il figlio minore di Ardaburio Aspare e fratello di Ardaburio (entrambi magister militum) e di Giulio Patrizio (brevemente cesare nel 470/471).
Nel 465 tenne il consolato assieme a Basilisco, fratello dell'imperatrice Verina; entrambi i consoli vennero nominati dalla corte orientale, ma Ermenerico viene considerato console posterior (cioè nominato per secondo) in Oriente e prior (cioè nominato per primo) in Occidente.
Nel 471 il suo potente padre, che aveva obbligato l'imperatore Leone I a nominare il figlio Giulio Patrizio cesare e quindi successore, venne eliminato da una congiura appoggiata dall'imperatore, in cui Ardaburio perì. Ermenerico riuscì a salvarsi: Candido Isaurico racconta che fu salvato da Zenone genero di Leone e futuro imperatore, il quale lo fece nascondere in Isauria, dove Zenone aveva il proprio centro di potere, e a cui diede in moglie la figlia di un proprio figlio illegittimo.
Nel 484 era al comando di soldati della Rurigia nella guerra contro Illo, che si era ribellato a Zenone.